# Auguste Lepère

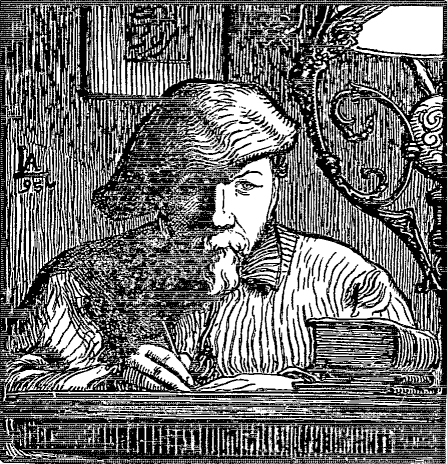
Auguste Lepère- Autoritratto

Auguste Lepère (Parigi, 30 novembre 1849 – Domme, 20 novembre 1918) è stato un incisore, illustratore e pittore francese.

## Biografia
Auguste Lepére era figlio dello scultore François Lepère, allievo di François Rude.
Nel 1862 il giovane Auguste Lepère entrò come apprendista nella bottega dell'incisore Joseph Burn Smeeton, e vi lavorò fino al 1867, come incisore de Le Magasin pittoresque e come collaboratore di Joachim-Jean Cosson. Contemporaneamente, prese lezioni di disegno sotto la guida di Lecoq de Boisbaudran alla Petite École di Parigi. Fu in questo periodo che incontrò gli incisori Henri Paillard ed Eugène Dété, con i quali rimase in contatto per tutta la vita.
Partecipò alla Guerra franco-prussiana, arruolato nella Garde nationale mobile, e in seguito fu trasferito al 4º Battaglione di Fort d'Issy.
Nel 1872, aprì uno studio in rue des Abbesses a Parigi con Henri Paillard.
Lavorò per Le Monde illustré, L'Illustration, la Revue illustrée, le Magasin pittoresque. L'incisione a acquatinta, che favorisce la resa dei mezzi toni e all'epoca molto di modaraggiunse altissimi livelli ma, a causa dell'eccesso di virtuosismo di alcuni artisti, sprofondò in un grigiore uniforme.
Lepère e Félix Bracquemond osteggiarono questo processo di decadenza, e Lepère rivolse la sua attenzione agli incisori del periodo romantico e ai giapponesi, che consisteva in un ritorno a una maggiore semplicità. In un settore che era stato a lungo dedicato all'interpretazione o addirittura alla riproduzione di illustratori o pittori e, sempre più spesso, alla fotografia, Lepère ritornò all'incisione originale.

Auguste Louis Lepère - Tempesta nell'Issola di Yeu - Cleveland Museum of Art

Tra il 1876 e il 1878, lavorò come decoratore per François Laurin nella fabbrica di maioliche di Bourg-la-Reine e divenne membro dell'Union syndicale de peintres et de sculpteurs.
Nel 1888, fondò con Félix Bracquemond, Daniel Vierge, Tony Beltrand, la rivista L'Estampe originale che fu pubblicata fino al 1895.
Auguste Lepère praticò anche la pittura a olio, l'acquerello e il pastello. Dipingeva Parigi, dove visse; Fontainbleau che aveva riscoperto con il suo amico Adrien Lavieille, fils d'Eugène Lavieille; la Vandea dove soggiornò diverse volte.
Nel 1892 acquistò una casa a Saint-Jean-de-Monts e diventerà, con Charles Milcendeau, il fondatore del gruppo di pittori nominato "de Saint-Jean-de-Monts".
A partire dal 1870 Auguste Lepère espose in diversi Salons: Salon des artistes français, Salon des peintres-graveurs français, Salon de la Société nationale des beaux-arts.

### Collezioni pubbliche
- Argenteuil, Musée d'Argenteuil;
  - Le Père du soldat;
  - Chasseur alpin regardant la plaine du Rhin.
- Fontenay-le-Comte, Musée Vendéen:
  - Village derrière les arbres, olio su tela;

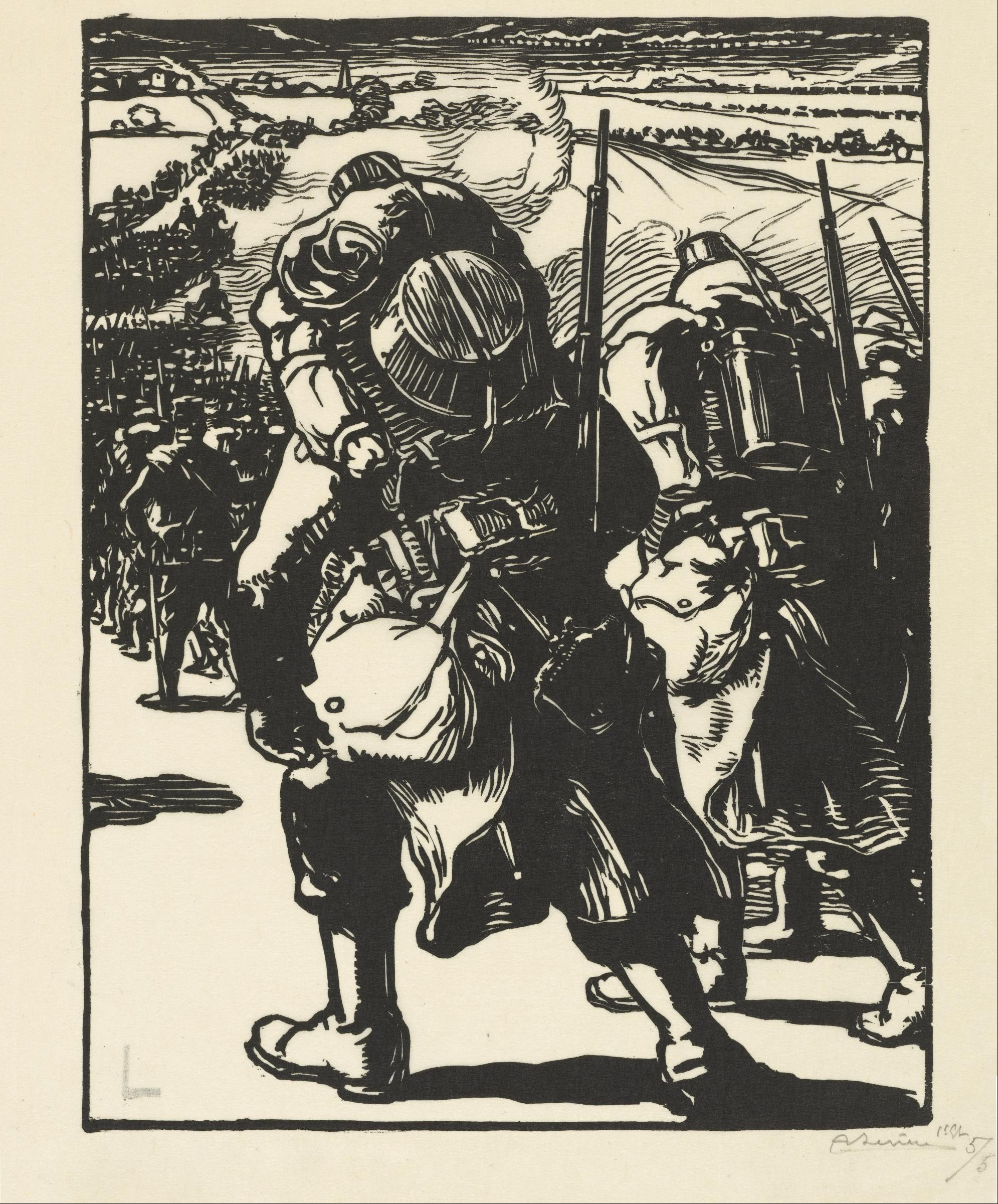
Auguste Louis Lepère - Il concentramento di truppe - Google Art Project

- - Chemin dans la forêt, olio su tela
  - Dimanche d'été à Saint-Jean-de-Monts, olio su tela;
  - Cornière au soleil couchant, acquerello e tempera;
  - La Lessive, Saint-Jean-de-Monts, 1904, matita, acquerello e pastello;
- Le Grain, 1904, olio su tela;
- Dans les dunes de Saint-Jean-de-Monts, 1904, aacquerello, tempera e pastello
- Gray (Haute-Saône), Museo Baron-Martin
  - Le Bouquet de peupliers, carboncino;
  - Sans titre, tempera su carta;
- Sceaux (Hauts-de-Seine), Musée du Domaine départemental de Sceaux: due serie di tavole per la Revue Illustrée.

### Pittura su maiolica
- Paysage marin, 1876-1878;
- Le Printemps e L'Automne, 1877.

### Opere illustrate
elenco parziale
- Émile Goudeau, Paysages parisiens, 1892.
- Georges Montorgueil, Paris au hasard, 1895.
- Charles Morice, Paris-Almanach, pubblicato da Edmond Sagot, 1897.
- Louis Morin, Dimanches parisiens, notes d'un décadent, 1898.
- Jean Richepin, Paysages et coins de rues, 1900.
- Sylvain Bourdin, Les Minutes parisiennes e Nantes en 1900, pubblicato da Alphonse Lotz-Brissonneau, 1900.
- Joris-Karl Huysmans, La Bièvre, les Gobelins, Saint-Séverin, 1901.
- Joris-Karl Huysmans, À rebours, 1903.
- Erasmo da Rotterdam, Elogio della follia, Edizione "Les Amis des Livres", 1906.
- Joseph L'Hopital, Foires et marchés normands, 1898.
- Jean Brunhes, La Géographie humaine, 1910.
- Gabriel Hanotaux, Histoire illustrée de la guerre de 1914, 1915-1917[1]

### Incisioni su legno
- Autour des fortifications, incisione, esposta al Salon des artistes français del 1887;
- La Fête vénitienne sur Seine le 6 mai, 1889, incisione pubblicata dalla Revue illustrée;
- Série de gravures sur Rouen, pubblicate nel 1896 da L'Illustration.

## Collegamenti esterni

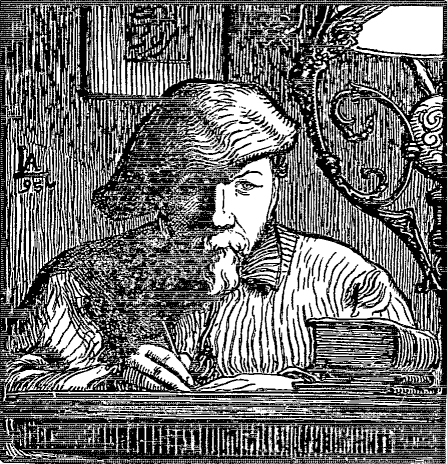
Auguste Lepère, Autoritratto
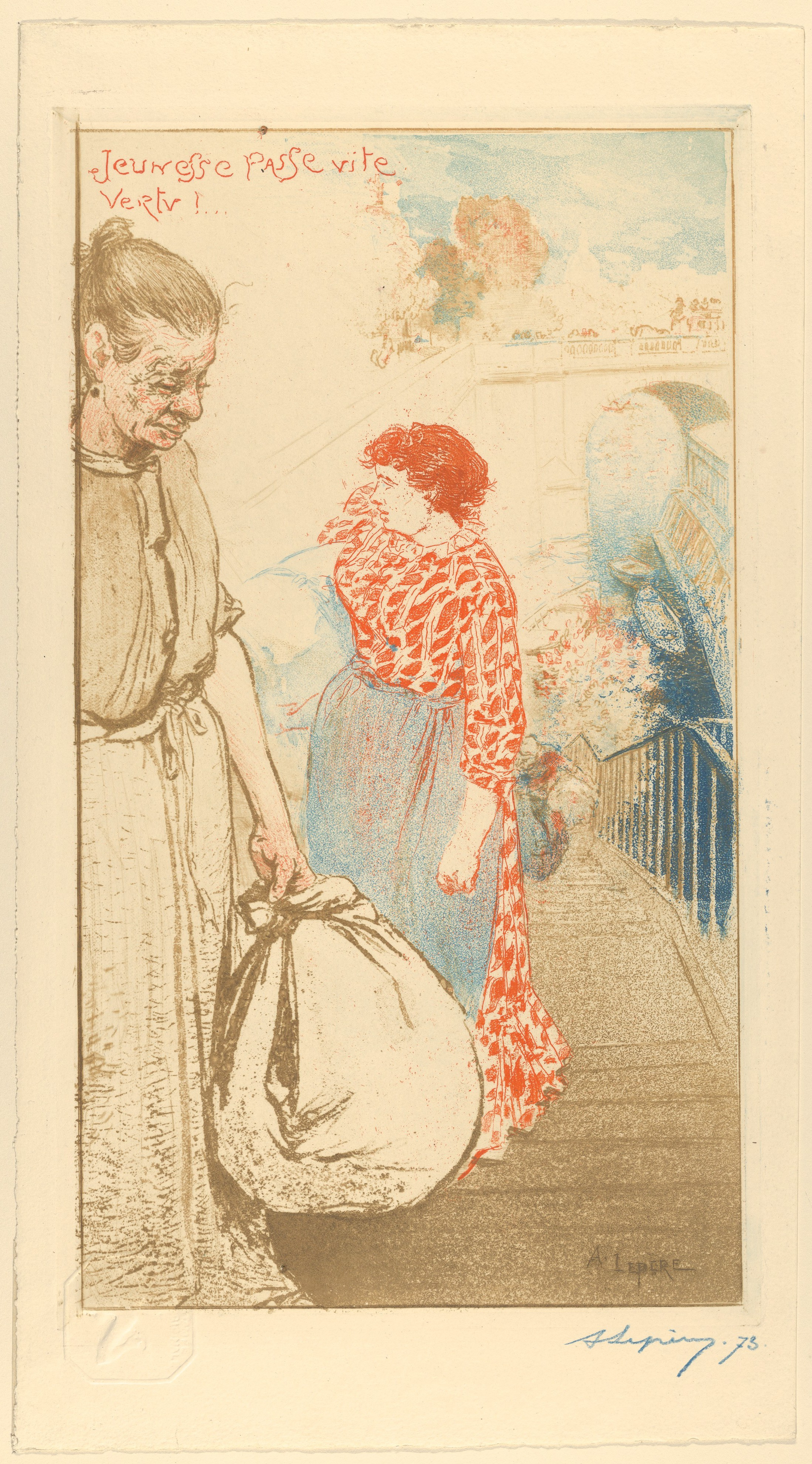
Auguste Lepère - Lavandaie
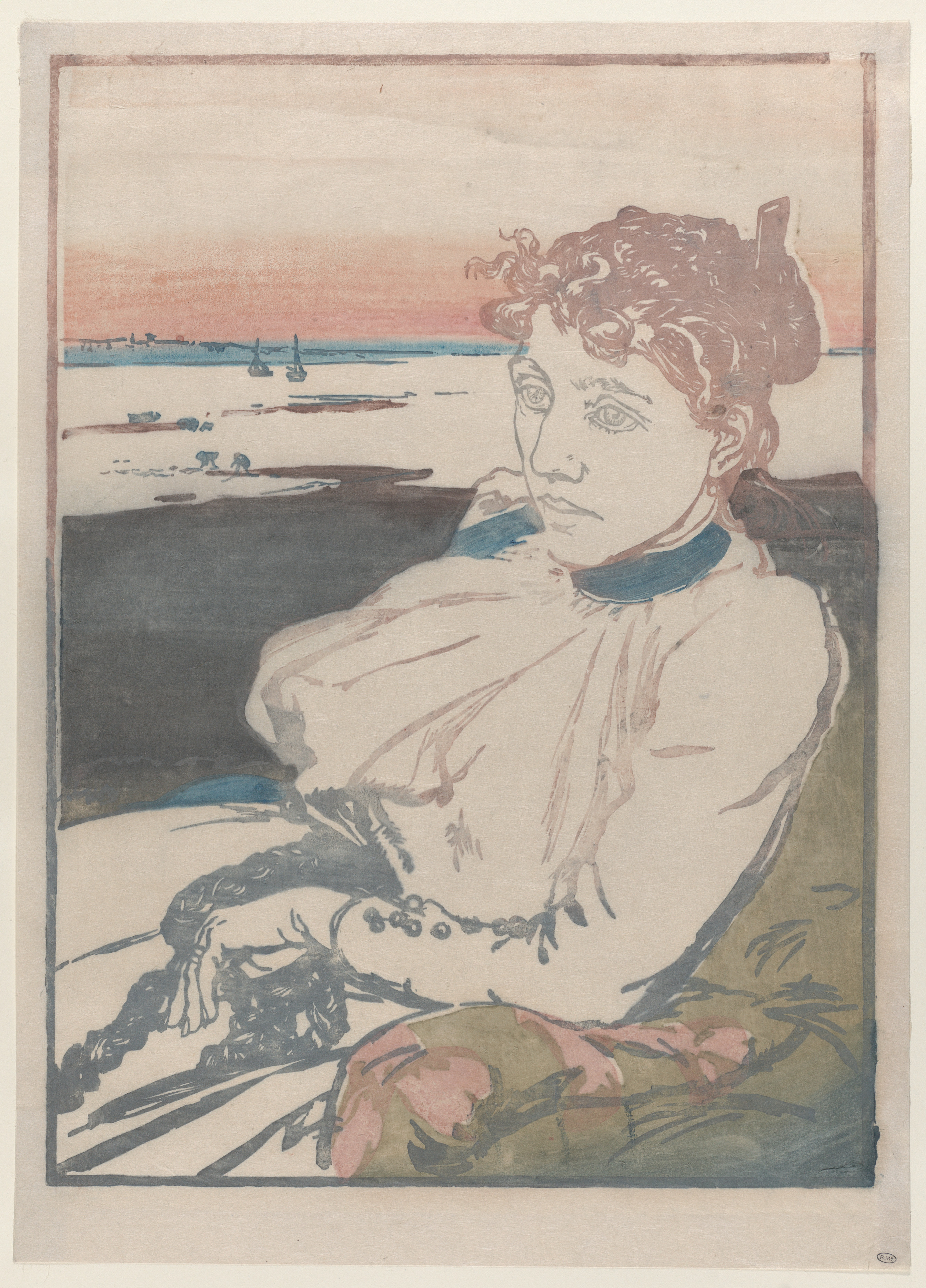
Auguste Lepère - Madame Lepère convalescente
Auguste Lepère - Lotz
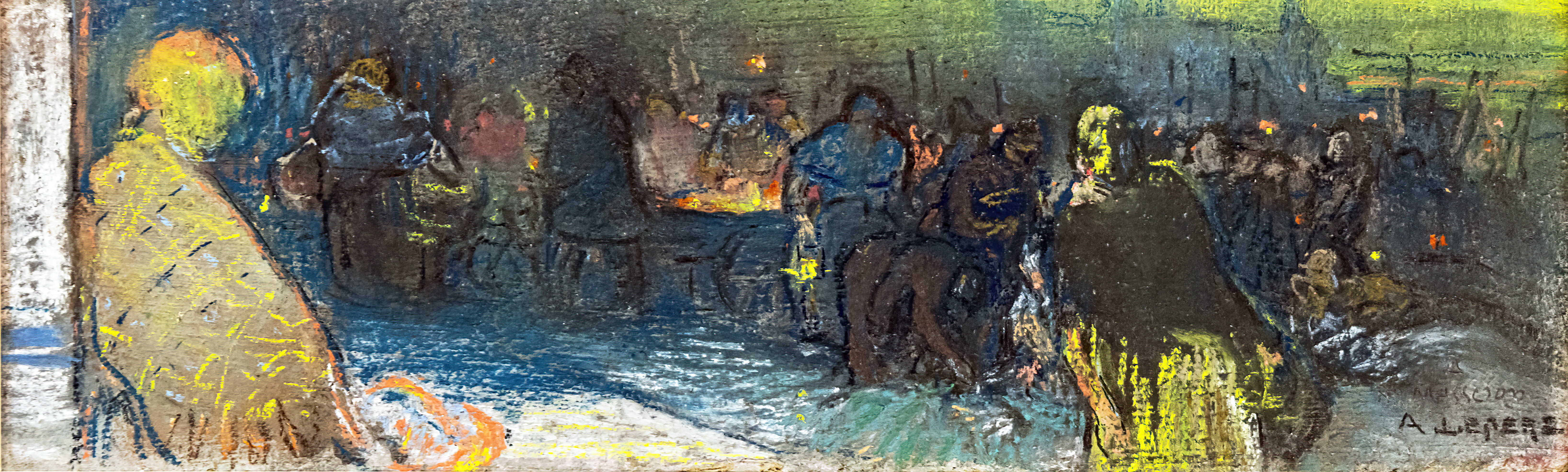
Auguste Lepère - Intorno al braciere (vista di Parigi) 1892
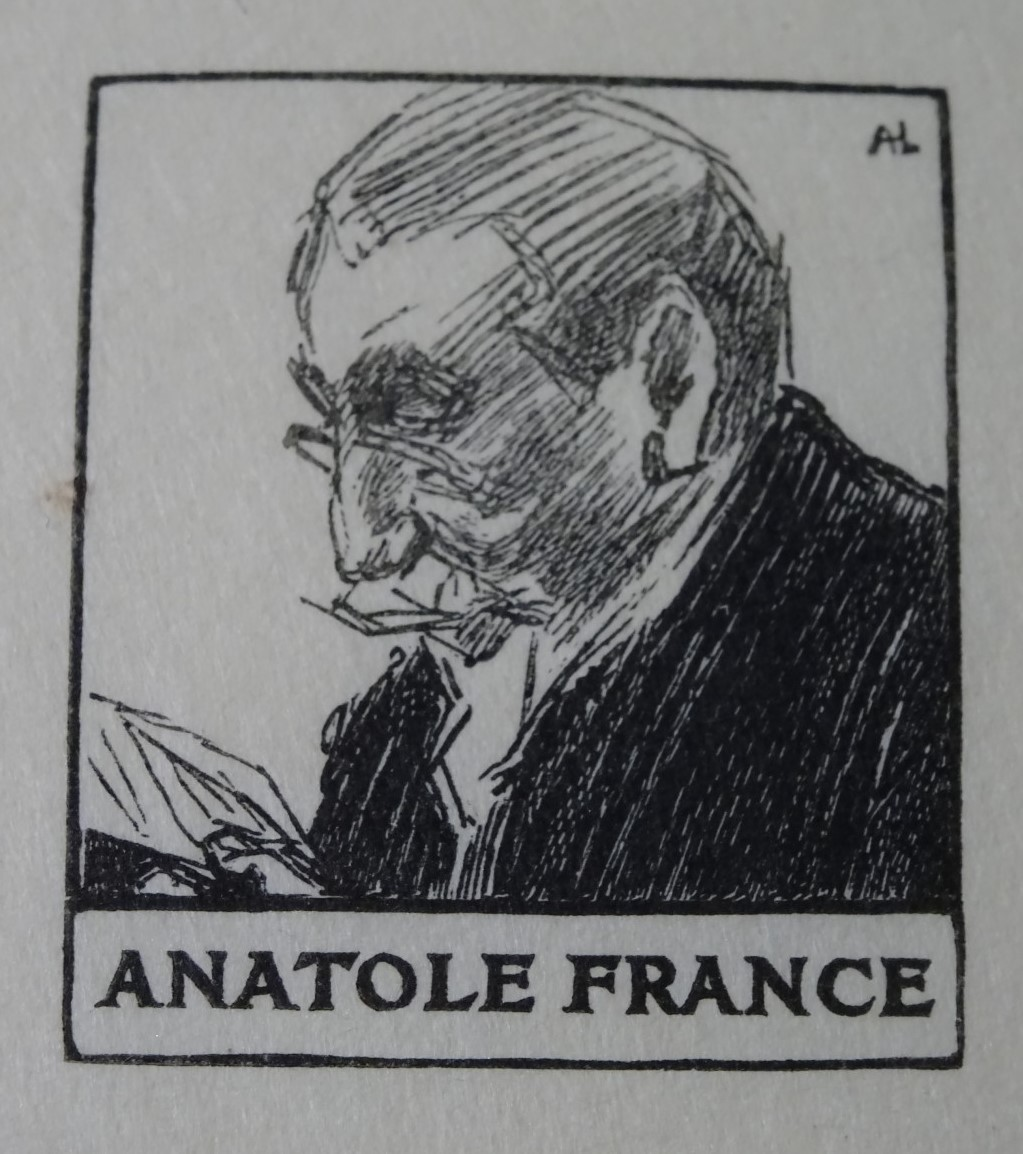
Auguste Lepère - Anatole France
Auguste Lepère - Attorno alla lampada

## Onorificenze
- Legion d'onore, 8 maggio 1912[2]